# Partito Estone del Lavoro
Il Partito Estone del Lavoro (in estone: Eesti Tööerakond - ETE) fu un partito politico estone di orientamento progressista operativo dal 1917 al 1932.
Affermatosi dalla trasformazione del Partito Radical-Socialista Estone (Eesti Radikaal-Sotsialistlik Partei), espresse Otto Strandman, Ants Piip e Juhan Kukk alla carica di primo ministro e di capo dello Stato.
Nel 1932 si fuse con Partito Popolare Estone (Eesti Rahvaerakond) e Partito Popolare Cristiano (Kristlik Rahvaerakond): nacque così il Partito Nazionale di Centro (Rahvuslik Keskerakond).

## Risultati
| Elezione          | Voti   | %    | Seggi    |
| ----------------- | ------ | ---- | -------- |
| Parlamentari 1920 | 99.030 | 21,0 | 22 / 100 |
| Parlamentari 1923 | 51.674 | 11,2 | 12 / 100 |
| Parlamentari 1926 | 64.648 | 12,3 | 13 / 100 |
| Parlamentari 1929 | 51.527 | 10,2 | 10 / 100 |